# The Wicked Lady (album)
The Wicked Lady is een studioalbum van Tony Banks. Het album bevat filmmuziek die Banks componeerde voor The Wicked Lady-versie 1983, waarin Faye Dunaway, Alan Bates en John Gielgud de hoofdrollen speelden. Een kleine rol was weggelegd voor Glynis Barber, die later furore maakte met Dempsey and Makepeace. Banks nam de eerste kant voor de elpee voornamelijk in 1982 thuis op. Voor de tweede elpeekant werd uitgeweken naar St. Peter’s Church in Morden. Het National Philharmonic Orchestra nam op 24 januari 1983 onder leiding van Stanley Black de orkestversie voor hun rekening. Christopher Palmer schreef het arrangement.
In tegenstelling tot Genesis verkochten de soloalbums van Banks matig. Bovendien vond de pers Banks eerste poging, A curious feeling, veel te pompeus. Dit album kon iets meer waardering krijgen, maar het kon niet voorkomen dat het net als het andere solowerk van Banks in de la verdween. In 1983 was Genesis bezig met wat een van hun succesvolste albums zou worden: Genesis.

## Muziek

### Elpee
| Nr. | Titel           | Duur |
| --- | --------------- | ---- |
| 1.  | The wicked lady | 3:34 |
| 2.  | Spring          | 2:38 |
| 3.  | The chase       | 3:30 |
| 4.  | Caroline        | 3:11 |
| 5.  | Jerry Jackson   | 2:30 |
| 6.  | Repentance      | 2:10 |
| 7.  | Kit             | 3:06 |
| 8.  | Barbara         | 4:50 |

| Nr. | Titel                      | Duur |
| --- | -------------------------- | ---- |
| 1.  | Prelude to the wicked lady | 4:05 |
| 2.  | Portrait of Jerry Jackson  | 4:59 |
| 3.  | Caroline’s theme           | 3:06 |
| 4.  | Scherzo                    | 2:44 |
| 5.  | Pastorale                  | 4:02 |
| 6.  | The wicked lasy            | 3:45 |
| 7.  | Kits’s theme               | 3;14 |
| 8.  | Finale                     | 2:06 |

### Compact disc
De cd-versie verscheen pas in april 2013. Kant twee bestaat dan uit Variations on Themes from The Wicked Lady (zijnde kant 1 van de originele elpeekant 1). Banks genoot in 2013 meer aanzien als componist voor orkest dan voor Genesis, dat dan al een aantal jaren is opgeheven. Het album verscheen toen op Fugitive Inc., Banks eigen label.

| Nr. | Titel                      | Duur |
| --- | -------------------------- | ---- |
| 1.  | Prelude to the wicked lady | 4:05 |
| 2.  | Portrait of Jerry Jackson  | 4:59 |
| 3.  | Caroline’s theme           | 3:06 |
| 4.  | Scherzo                    | 2:44 |
| 5.  | Pastorale                  | 4:02 |
| 6.  | The wicked lasy            | 3:45 |
| 7.  | Kits’s theme               | 3;14 |
| 8.  | Finale                     | 2:06 |
| 9.  | Barbara                    | 4:53 |
| 10. | The chase                  | 3:29 |
| 11. | Spring                     | 2:36 |
| 12. | Kit                        | 3:04 |
| 13. | Repentance                 | 2:09 |
| 14. | Caroline                   | 3;12 |
| 15. | Jerry Jackson              | 2:33 |
| 16. | The wicked lady            | 3:59 |